# Liga Colombiana de Baloncesto 2022-II
La Liga Profesional de Baloncesto 2022-II (conocida como Liga WPlay de Baloncesto 2022-II por motivos de patrocinio) es el segundo torneo de la temporada 2022 de la Liga Profesional de Baloncesto de Colombia, máxima categoría de este deporte en el país, la cual inició el 17 de septiembre y terminó el 23 de noviembre. Es organizado por la División Profesional de Baloncesto (DPB), entidad dependiente de la Federación Colombiana de Baloncesto.

## Sistema de juego
- Fase de grupos: Los 10 equipos se dividen en 2 grupos de 5 equipos, juegan todos contra todos a 2 partidos de ida y otros 2 de vuelta. Los 4 mejores de cada grupo clasifican a cuartos de final.
- Cuartos de final: Las llaves se organizan de la siguiente manera: 1A vs 4B, 1B vs 4A, 2A vs 3B y 2B vs 3A, los semifinalistas se definen al ganador de 2 de 3 juegos.
- Semifinales: Las llaves serán: Ganador de 1A vs 4B vs Ganador de 2B vs 3A y Ganador de 1B vs 4A vs 2A vs 3B, los finalistas se definirán al mejor de 3 de 5 juegos.
- Final: Al igual que las semifinales, el campeón se definirá al mejor de 3 de 5 partidos.

## Novedades
Para esta temporada regresan 4 equipos: Cimarrones del Chocó, Cóndores de Cundinamarca, Piratas de Bogotá y Sabios de Manizales. En cambio, el subcampeón Cafeteros de Armenia se ausenta por dificultades con su sede.

## Datos de los clubes
| Equipo                   | Ciudad       | Departamento             | Pabellón                              |
| ------------------------ | ------------ | ------------------------ | ------------------------------------- |
| Búcaros de Bucaramanga   | Bucaramanga  | Santander                | Coliseo Bicentenario Alejandro Galvis |
| Caribbean Storm Islands  | San Andrés   | San Andrés y Providencia | Coliseo Ginny Bay                     |
| Cimarrones del Chocó     | Quibdó       | Chocó                    | Coliseo La Caldera                    |
| Cóndores de Cundinamarca | Soacha       | Cundinamarca             | Coliseo General Santander             |
| Corsarios de Cartagena   | Cartagena    | Bolívar                  | Coliseo Elías Chegwin                 |
| Piratas de Bogotá        | Bogotá       | Bogotá, D. C.            | Coliseo El Salitre                    |
| Sabios de Manizales      | Manizales    | Caldas                   | Coliseo Evangelista Mora              |
| Team Cali                | Cali         | Valle del Cauca          | Coliseo Evangelista Mora              |
| Tigrillos de Medellín    | Medellín     | Antioquia                | Coliseo Universidad de Medellín       |
| Titanes de Barranquilla  | Barranquilla | Atlántico                | Coliseo Elías Chegwin                 |

## Fase de grupos
|  | Clasificado a Cuartos de Final. |
|  | Eliminado.                      |

### Grupo A
| Pos | Equipos                 | PTS | PG | PP | PJ | PTFA | PTCO | DIF  |
| --- | ----------------------- | --- | -- | -- | -- | ---- | ---- | ---- |
| 1.  | Titanes de Barranquilla | 31  | 15 | 1  | 16 | 1361 | 1038 | 323  |
| 2.  | Caribbean Storm Islands | 24  | 10 | 4  | 14 | 1123 | 1047 | 76   |
| 3.  | Corsarios de Cartagena  | 22  | 6  | 10 | 16 | 1133 | 1190 | -57  |
| 4.  | Búcaros de Bucaramanga  | 21  | 5  | 11 | 16 | 1238 | 1343 | -105 |
| 5.  | Tigrillos de Medellín   | 16  | 2  | 12 | 14 | 981  | 1218 | -237 |

### Resultados

#### Primera ronda
| Jornada 1         | Jornada 1 | Jornada 1       | Jornada 1             | Jornada 1        | Jornada 1 | Jornada 1                  |
| Local             | Resultado | Visitante       | Coliseo               | Fecha            | Hora      | Transmisión                |
| ----------------- | --------- | --------------- | --------------------- | ---------------- | --------- | -------------------------- |
| Corsarios         | 65 : 71   | Tigrillos       | Coliseo Elías Chegwin | 21 de septiembre | 17:30     | Facebook DPB y YouTube DPB |
| Titanes           | 84 : 56   | Caribbean Storm | Coliseo Elías Chegwin | 21 de septiembre | 20:00     | Facebook DPB y YouTube DPB |
| Corsarios         | 81 : 69   | Tigrillos       | Coliseo Elías Chegwin | 22 de septiembre | 17:30     | Facebook DPB y YouTube DPB |
| Titanes           | 91 : 73   | Caribbean Storm | Coliseo Elías Chegwin | 22 de septiembre | 20:00     | Facebook DPB y YouTube DPB |
| Descansa: Búcaros |           |                 |                       |                  |           |                            |

| Jornada 2           | Jornada 2 | Jornada 2       | Jornada 2             | Jornada 2        | Jornada 2 | Jornada 2                              |
| Local               | Resultado | Visitante       | Coliseo               | Fecha            | Hora      | Transmisión                            |
| ------------------- | --------- | --------------- | --------------------- | ---------------- | --------- | -------------------------------------- |
| Búcaros             | 54 : 92   | Titanes         | Coliseo Bicentenario  | 25 de septiembre | 19:45     | Facebook DPB y YouTube DPB             |
| Corsarios           | 73 : 85   | Caribbean Storm | Coliseo Elías Chegwin | 26 de septiembre | 12:40     | Win Sports, Facebook DPB y YouTube DPB |
| Búcaros             | 75 : 83   | Titanes         | Coliseo Bicentenario  | 26 de septiembre | 19:00     | Facebook DPB y YouTube DPB             |
| Corsarios           | 77 : 68   | Caribbean Storm | Coliseo Elías Chegwin | 27 de septiembre | 18:30     | Facebook DPB y YouTube DPB             |
| Descansa: Tigrillos |           |                 |                       |                  |           |                                        |

| Jornada 3         | Jornada 3 | Jornada 3 | Jornada 3            | Jornada 3        | Jornada 3 | Jornada 3                              |
| Local             | Resultado | Visitante | Coliseo              | Fecha            | Hora      | Transmisión                            |
| ----------------- | --------- | --------- | -------------------- | ---------------- | --------- | -------------------------------------- |
| Caribbean Storm   | 84 : 68   | Tigrillos | Coliseo Ginny Bay    | 29 de septiembre | 20:00     | Win Sports, Facebook DPB y YouTube DPB |
| Búcaros           | 82 : 71   | Corsarios | Coliseo Bicentenario | 30 de septiembre | 17:00     | Facebook DPB y YouTube DPB             |
| Caribbean Storm   | 90 : 72   | Tigrillos | Coliseo Ginny Bay    | 30 de septiembre | 20:00     | Win Sports, Facebook DPB y YouTube DPB |
| Búcaros           | 69 : 78   | Corsarios | Coliseo Bicentenario | 1 de octubre     | 16:00     | Facebook DPB y YouTube DPB             |
| Descansa: Titanes |           |           |                      |                  |           |                                        |

| Jornada 4                 | Jornada 4 | Jornada 4 | Jornada 4                       | Jornada 4    | Jornada 4 | Jornada 4                  |
| Local                     | Resultado | Visitante | Coliseo                         | Fecha        | Hora      | Transmisión                |
| ------------------------- | --------- | --------- | ------------------------------- | ------------ | --------- | -------------------------- |
| Tigrillos                 | 88 : 96   | Búcaros   | Coliseo Universidad de Medellín | 3 de octubre | 20:30     | Facebook DPB y YouTube DPB |
| Tigrillos                 | 97 : 87   | Búcaros   | Coliseo Universidad de Medellín | 4 de octubre | 18:30     | Facebook DPB y YouTube DPB |
| Titanes                   | 77 : 68   | Corsarios | Coliseo Elías Chegwin           | 4 de octubre | 20:30     | Facebook DPB y YouTube DPB |
| Corsarios                 | 69 : 83   | Titanes   | Coliseo Elías Chegwin           | 5 de octubre | 19:40     | Facebook DPB y YouTube DPB |
| Descansa: Caribbean Storm |           |           |                                 |              |           |                            |

| Jornada 5           | Jornada 5 | Jornada 5       | Jornada 5                       | Jornada 5    | Jornada 5 | Jornada 5                              |
| Local               | Resultado | Visitante       | Coliseo                         | Fecha        | Hora      | Transmisión                            |
| ------------------- | --------- | --------------- | ------------------------------- | ------------ | --------- | -------------------------------------- |
| Búcaros             | 86 : 95   | Caribbean Storm | Coliseo Universidad de Medellín | 8 de octubre | 17:30     | Facebook DPB y YouTube DPB             |
| Tigrillos           | 77 : 101  | Titanes         | Coliseo Universidad de Medellín | 8 de octubre | 20:10     | Win Sports, Facebook DPB y YouTube DPB |
| Tigrillos           | 71 : 94   | Titanes         | Coliseo Universidad de Medellín | 9 de octubre | 15:10     | Facebook DPB y YouTube DPB             |
| Búcaros             | 77 : 118  | Caribbean Storm | Coliseo Universidad de Medellín | 9 de octubre | 18:10     | Facebook DPB y YouTube DPB             |
| Descansa: Corsarios |           |                 |                                 |              |           |                                        |

#### Segunda ronda
| Jornada 6                 | Jornada 6 | Jornada 6 | Jornada 6             | Jornada 6     | Jornada 6 | Jornada 6                              |
| Local                     | Resultado | Visitante | Coliseo               | Fecha         | Hora      | Transmisión                            |
| ------------------------- | --------- | --------- | --------------------- | ------------- | --------- | -------------------------------------- |
| Corsarios                 | 48 : 75   | Titanes   | Coliseo Elías Chegwin | 12 de octubre | 20:10     | Win Sports, Facebook DPB y YouTube DPB |
| Búcaros                   | 87 : 81   | Tigrillos | Coliseo Bicentenario  | 13 de octubre | 18:10     | Facebook DPB y YouTube DPB             |
| Titanes                   | 94 : 59   | Corsarios | Coliseo Elías Chegwin | 13 de octubre | 20:10     | Win Sports, Facebook DPB y YouTube DPB |
| Búcaros                   | 87 : 69   | Tigrillos | Coliseo Bicentenario  | 14 de octubre | 19:40     | Facebook DPB y YouTube DPB             |
| Descansa: Caribbean Storm |           |           |                       |               |           |                                        |

| Jornada 7           | Jornada 7 | Jornada 7 | Jornada 7             | Jornada 7        | Jornada 7 | Jornada 7                              |
| Local               | Resultado | Visitante | Coliseo               | Fecha            | Hora      | Transmisión                            |
| ------------------- | --------- | --------- | --------------------- | ---------------- | --------- | -------------------------------------- |
| Titanes             | 97 : 52   | Tigrillos | Coliseo Elías Chegwin | 17 de septiembre | 20:15     | Win Sports, Facebook DPB y YouTube DPB |
| Titanes             | 89 : 50   | Tigrillos | Coliseo Elías Chegwin | 18 de septiembre | 18:00     | Facebook DPB y YouTube DPB             |
| Caribbean Storm     | 68 : 67   | Búcaros   | Coliseo Ginny Bay     | 17 de octubre    | 19:40     | Win Sports, Facebook DPB y YouTube DPB |
| Caribbean Storm     | 88 : 82   | Búcaros   | Coliseo Ginny Bay     | 18 de octubre    | 19:40     | Facebook DPB y YouTube DPB             |
| Descansa: Corsarios |           |           |                       |                  |           |                                        |

| Jornada 8           | Jornada 8 | Jornada 8 | Jornada 8             | Jornada 8     | Jornada 8 | Jornada 8                              |
| Local               | Resultado | Visitante | Coliseo               | Fecha         | Hora      | Transmisión                            |
| ------------------- | --------- | --------- | --------------------- | ------------- | --------- | -------------------------------------- |
| Caribbean Storm     | 87 : 70   | Corsarios | Coliseo Ginny Bay     | 20 de octubre | 20:10     | Win Sports, Facebook DPB y YouTube DPB |
| Titanes             | 91 : 80   | Búcaros   | Coliseo Elías Chegwin | 21 de octubre | 18:30     | Facebook DPB y YouTube DPB             |
| Caribbean Storm     | 74 : 68   | Corsarios | Coliseo Ginny Bay     | 21 de octubre | 20:30     | Facebook DPB y YouTube DPB             |
| Titanes             | 78 : 69   | Búcaros   | Coliseo Elías Chegwin | 22 de octubre | 18:30     | Facebook DPB y YouTube DPB             |
| Descansa: Tigrillos |           |           |                       |               |           |                                        |

| Jornada 9         | Jornada 9 | Jornada 9       | Jornada 9 | Jornada 9 | Jornada 9 | Jornada 9 |
| Local             | Resultado | Visitante       | Coliseo | Fecha | Hora | Transmisión |
| ----------------- | --------- | --------------- | --- | --- | --- | --- |
| Corsarios         | 66 : 71   | Búcaros         | Coliseo Elías Chegwin | 24 de octubre | 18:00 | Facebook DPB y YouTube DPB |
| Corsarios         | 80 : 69   | Búcaros         | Coliseo Elías Chegwin | 25 de octubre | 17:30 | Facebook DPB y YouTube DPB |
| Tigrillos         | :         | Caribbean Storm | No se jugaron debido a la participación de Tigrillos en la Liga Sudamericana de Baloncesto 2022, iban a ser programados después de la Fecha 10 pero al no definir posiciones se decidió no jugarlo. | No se jugaron debido a la participación de Tigrillos en la Liga Sudamericana de Baloncesto 2022, iban a ser programados después de la Fecha 10 pero al no definir posiciones se decidió no jugarlo. | No se jugaron debido a la participación de Tigrillos en la Liga Sudamericana de Baloncesto 2022, iban a ser programados después de la Fecha 10 pero al no definir posiciones se decidió no jugarlo. | No se jugaron debido a la participación de Tigrillos en la Liga Sudamericana de Baloncesto 2022, iban a ser programados después de la Fecha 10 pero al no definir posiciones se decidió no jugarlo. |
| Tigrillos         | :         | Caribbean Storm | No se jugaron debido a la participación de Tigrillos en la Liga Sudamericana de Baloncesto 2022, iban a ser programados después de la Fecha 10 pero al no definir posiciones se decidió no jugarlo. | No se jugaron debido a la participación de Tigrillos en la Liga Sudamericana de Baloncesto 2022, iban a ser programados después de la Fecha 10 pero al no definir posiciones se decidió no jugarlo. | No se jugaron debido a la participación de Tigrillos en la Liga Sudamericana de Baloncesto 2022, iban a ser programados después de la Fecha 10 pero al no definir posiciones se decidió no jugarlo. | No se jugaron debido a la participación de Tigrillos en la Liga Sudamericana de Baloncesto 2022, iban a ser programados después de la Fecha 10 pero al no definir posiciones se decidió no jugarlo. |
| Descansa: Titanes |           |                 | | | | |

| Jornada 10        | Jornada 10 | Jornada 10 | Jornada 10                      | Jornada 10    | Jornada 10 | Jornada 10                             |
| Local             | Resultado  | Visitante  | Coliseo                         | Fecha         | Hora       | Transmisión                            |
| ----------------- | ---------- | ---------- | ------------------------------- | ------------- | ---------- | -------------------------------------- |
| Tigrillos         | 50 : 77    | Corsarios  | Coliseo Universidad de Medellín | 29 de octubre | 16:10      | Win Sports, Facebook DPB y YouTube DPB |
| Caribbean Storm   | 76 : 70    | Titanes    | Coliseo Ginny Bay               | 29 de octubre | 20:10      | Win Sports, Facebook DPB y YouTube DPB |
| Tigrillos         | 66 : 83    | Corsarios  | Coliseo Universidad de Medellín | 30 de octubre | 16:10      | Facebook DPB y YouTube DPB             |
| Caribbean Storm   | 61 : 62    | Titanes    | Coliseo Ginny Bay               | 30 de octubre | 20:10      | Facebook DPB y YouTube DPB             |
| Descansa: Búcaros |            |            |                                 |               |            |                                        |

### Grupo B
| Pos | Equipos                  | PTS | PG | PP | PJ | PTFA | PTCO | DIF  |
| --- | ------------------------ | --- | -- | -- | -- | ---- | ---- | ---- |
| 1.  | Cimarrones del Chocó     | 28  | 12 | 4  | 16 | 1296 | 1090 | 206  |
| 2.  | Piratas de Bogotá        | 28  | 12 | 4  | 16 | 1462 | 1294 | 168  |
| 3.  | Team Cali                | 28  | 12 | 4  | 16 | 1308 | 1104 | 204  |
| 4.  | Cóndores de Cundinamarca | 19  | 3  | 13 | 16 | 1228 | 1474 | -246 |
| 5.  | Sabios de Manizales      | 17  | 1  | 15 | 16 | 1068 | 1400 | -332 |

### Resultados

#### Primera ronda
| Jornada 1         | Jornada 1 | Jornada 1  | Jornada 1                | Jornada 1        | Jornada 1 | Jornada 1                              |
| Local             | Resultado | Visitante  | Coliseo                  | Fecha            | Hora      | Transmisión                            |
| ----------------- | --------- | ---------- | ------------------------ | ---------------- | --------- | -------------------------------------- |
| Sabios            | 81 : 61   | Cóndores   | Coliseo Evangelista Mora | 19 de septiembre | 18:00     | Facebook DPB y YouTube DPB             |
| Team Cali         | 59 : 51   | Cimarrones | Coliseo Evangelista Mora | 19 de septiembre | 20:00     | Facebook DPB y YouTube DPB             |
| Sabios            | 67 : 73   | Cóndores   | Coliseo Evangelista Mora | 20 de septiembre | 12:30     | Win Sports, Facebook DPB y YouTube DPB |
| Team Cali         | 57 : 54   | Cimarrones | Coliseo Evangelista Mora | 20 de septiembre | 20:05     | Win Sports, Facebook DPB y YouTube DPB |
| Descansa: Piratas |           |            |                          |                  |           |                                        |

| Jornada 2        | Jornada 2 | Jornada 2  | Jornada 2                 | Jornada 2        | Jornada 2 | Jornada 2                  |
| Local            | Resultado | Visitante  | Coliseo                   | Fecha            | Hora      | Transmisión                |
| ---------------- | --------- | ---------- | ------------------------- | ---------------- | --------- | -------------------------- |
| Cóndores         | 71 : 79   | Cimarrones | Coliseo General Santander | 23 de septiembre | 17:05     | Sin transmisión            |
| Piratas          | 84 : 71   | Team Cali  | Coliseo El Salitre        | 23 de septiembre | 19:05     | Facebook DPB y YouTube DPB |
| Piratas          | 72 : 82   | Team Cali  | Coliseo El Salitre        | 24 de septiembre | 16:00     | Facebook DPB y YouTube DPB |
| Cóndores         | 74 : 86   | Cimarrones | Coliseo General Santander | 24 de septiembre | 18:00     | Facebook DPB y YouTube DPB |
| Descansa: Sabios |           |            |                           |                  |           |                            |

| Jornada 3           | Jornada 3 | Jornada 3  | Jornada 3                 | Jornada 3        | Jornada 3 | Jornada 3                              |
| Local               | Resultado | Visitante  | Coliseo                   | Fecha            | Hora      | Transmisión                            |
| ------------------- | --------- | ---------- | ------------------------- | ---------------- | --------- | -------------------------------------- |
| Sabios              | 67 : 92   | Cimarrones | Coliseo Evangelista Mora  | 27 de septiembre | 21:10     | Win Sports, Facebook DPB y YouTube DPB |
| Cóndores            | 92 : 101  | Piratas    | Coliseo General Santander | 28 de septiembre | 18:00     | Facebook DPB y YouTube DPB             |
| Sabios              | 51 : 89   | Cimarrones | Coliseo Evangelista Mora  | 28 de septiembre | 20:30     | Facebook DPB y YouTube DPB             |
| Cóndores            | 78 : 86   | Piratas    | Coliseo General Santander | 29 de septiembre | 17:30     | Facebook DPB y YouTube DPB             |
| Descansa: Team Cali |           |            |                           |                  |           |                                        |

| Jornada 4          | Jornada 4 | Jornada 4  | Jornada 4                | Jornada 4    | Jornada 4 | Jornada 4                              |
| Local              | Resultado | Visitante  | Coliseo                  | Fecha        | Hora      | Transmisión                            |
| ------------------ | --------- | ---------- | ------------------------ | ------------ | --------- | -------------------------------------- |
| Sabios             | 58 : 83   | Team Cali  | Coliseo Evangelista Mora | 1 de octubre | 20:15     | Facebook DPB y YouTube DPB             |
| Piratas            | 90 : 96   | Cimarrones | Coliseo El Salitre       | 2 de octubre | 16:00     | Facebook DPB y YouTube DPB             |
| Team Cali          | 91 : 63   | Sabios     | Coliseo Evangelista Mora | 2 de octubre | 20:15     | Win Sports, Facebook DPB y YouTube DPB |
| Piratas            | 96 : 82   | Cimarrones | Coliseo El Salitre       | 3 de octubre | 19:00     | Sin transmisión                        |
| Descansa: Cóndores |           |            |                          |              |           |                                        |

| Jornada 5            | Jornada 5 | Jornada 5 | Jornada 5                 | Jornada 5    | Jornada 5 | Jornada 5                  |
| Local                | Resultado | Visitante | Coliseo                   | Fecha        | Hora      | Transmisión                |
| -------------------- | --------- | --------- | ------------------------- | ------------ | --------- | -------------------------- |
| Cóndores             | 82 : 97   | Team Cali | Coliseo General Santander | 6 de octubre | 18:10     | Facebook DPB y YouTube DPB |
| Piratas              | 92 : 78   | Sabios    | Coliseo El Salitre        | 6 de octubre | 19:00     | Sin transmisión            |
| Cóndores             | 73 : 85   | Team Cali | Coliseo General Santander | 7 de octubre | 18:10     | Facebook DPB y YouTube DPB |
| Piratas              | 91 : 74   | Sabios    | Coliseo El Salitre        | 7 de octubre | 19:00     | Sin transmisión            |
| Descansa: Cimarrones |           |           |                           |              |           |                            |

#### Segunda ronda
| Jornada 6          | Jornada 6 | Jornada 6 | Jornada 6                       | Jornada 6     | Jornada 6 | Jornada 6                  |
| Local              | Resultado | Visitante | Coliseo                         | Fecha         | Hora      | Transmisión                |
| ------------------ | --------- | --------- | ------------------------------- | ------------- | --------- | -------------------------- |
| Team Cali          | 87 : 48   | Sabios    | Coliseo Evangelista Mora        | 10 de octubre | 19:30     | Facebook DPB y YouTube DPB |
| Cimarrones         | 65 : 81   | Piratas   | Coliseo Departamental del Chocó | 11 de octubre | 19:00     | Sin transmisión            |
| Sabios             | 65 : 101  | Team Cali | Coliseo Evangelista Mora        | 11 de octubre | 20:10     | Facebook DPB y YouTube DPB |
| Cimarrones         | 95 : 75   | Piratas   | Coliseo Departamental del Chocó | 12 de octubre | 19:00     | Sin transmisión            |
| Descansa: Cóndores |           |           |                                 |               |           |                            |

| Jornada 7            | Jornada 7 | Jornada 7 | Jornada 7                | Jornada 7     | Jornada 7 | Jornada 7                  |
| Local                | Resultado | Visitante | Coliseo                  | Fecha         | Hora      | Transmisión                |
| -------------------- | --------- | --------- | ------------------------ | ------------- | --------- | -------------------------- |
| Team Cali            | 100 : 57  | Cóndores  | Coliseo Evangelista Mora | 15 de octubre | 19:30     | Facebook DPB y YouTube DPB |
| Sabios               | 79 : 98   | Piratas   | Coliseo Evangelista Mora | 15 de octubre | 21:30     | Facebook DPB y YouTube DPB |
| Team Cali            | 103 : 80  | Cóndores  | Coliseo Evangelista Mora | 16 de octubre | 16:00     | Facebook DPB y YouTube DPB |
| Sabios               | 69 : 88   | Piratas   | Coliseo Evangelista Mora | 16 de octubre | 18:30     | Facebook DPB y YouTube DPB |
| Descansa: Cimarrones |           |           |                          |               |           |                            |

| Jornada 8        | Jornada 8 | Jornada 8 | Jornada 8                       | Jornada 8     | Jornada 8 | Jornada 8                              |
| Local            | Resultado | Visitante | Coliseo                         | Fecha         | Hora      | Transmisión                            |
| ---------------- | --------- | --------- | ------------------------------- | ------------- | --------- | -------------------------------------- |
| Cimarrones       | 96 : 74   | Cóndores  | Coliseo Departamental del Chocó | 18 de octubre | 19:00     | Sin transmisión                        |
| Cimarrones       | 85 : 68   | Cóndores  | Coliseo Departamental del Chocó | 19 de octubre | 19:00     | Sin transmisión                        |
| Team Cali        | 81 : 91   | Piratas   | Coliseo Evangelista Mora        | 19 de octubre | 20:05     | Win Sports, Facebook DPB y YouTube DPB |
| Team Cali        | 76 : 85   | Piratas   | Coliseo Evangelista Mora        | 20 de octubre | 18:10     | Facebook DPB y YouTube DPB             |
| Descansa: Sabios |           |           |                                 |               |           |                                        |

| Jornada 9           | Jornada 9 | Jornada 9 | Jornada 9                       | Jornada 9     | Jornada 9 | Jornada 9       |
| Local               | Resultado | Visitante | Coliseo                         | Fecha         | Hora      | Transmisión     |
| ------------------- | --------- | --------- | ------------------------------- | ------------- | --------- | --------------- |
| Cimarrones          | 75 : 54   | Sabios    | Coliseo Departamental del Chocó | 22 de octubre | 19:00     | Sin transmisión |
| Piratas             | 129 : 68  | Cóndores  | Coliseo El Salitre              | 23 de octubre | 16:00     | Sin transmisión |
| Cimarrones          | 94 : 54   | Sabios    | Coliseo Departamental del Chocó | 23 de octubre | 19:00     | Sin transmisión |
| Piratas             | 119 : 62  | Cóndores  | Coliseo El Salitre              | 24 de octubre | 20:00     | Sin transmisión |
| Descansa: Team Cali |           |           |                                 |               |           |                 |

| Jornada 10        | Jornada 10 | Jornada 10 | Jornada 10                      | Jornada 10    | Jornada 10 | Jornada 10                             |
| Local             | Resultado  | Visitante  | Coliseo                         | Fecha         | Hora       | Transmisión                            |
| ----------------- | ---------- | ---------- | ------------------------------- | ------------- | ---------- | -------------------------------------- |
| Cimarrones        | 71 : 73    | Team Cali  | Coliseo Departamental del Chocó | 26 de octubre | 19:00      | Sin transmisión                        |
| Cimarrones        | 70 : 62    | Team Cali  | Coliseo Departamental del Chocó | 27 de octubre | 19:00      | Sin transmisión                        |
| Cóndores          | 88 : 74    | Sabios     | Coliseo General Santander       | 27 de octubre | 19:40      | Win Sports, Facebook DPB y YouTube DPB |
| Cóndores          | 97 : 86    | Sabios     | Coliseo General Santander       | 28 de octubre | 19:40      | Win Sports, Facebook DPB y YouTube DPB |
| Descansa: Piratas |            |            |                                 |               |            |                                        |

## Fase final
|  | Cuartos de final | Cuartos de final |           |            | Semifinales | Semifinales |  |         | Final | Final |  |
|  |                  |                  |           |            |             |             |  |         |       |       |  |
|  |                  |                  |           |            |             |             |  |         |       |       |  |
|  | Titanes          | 2                |           |            |             |             |  |         |       |       |  |
|  | Titanes          | 2                |           |            |             |             |  |         |       |       |  |
|  | Cóndores         | 0                |           |            |             |             |  |         |       |       |  |
|  | Cóndores         | 0                |           | Titanes    | 3           |             |  |         |       |       |  |
|  |                  |                  |           | Titanes    | 3           |             |  |         |       |       |  |
|  |                  |                  | Piratas   | 1          |             |             |  |         |       |       |  |
|  | Piratas          | 2                | Piratas   | 1          |             |             |  |         |       |       |  |
|  | Piratas          | 2                |           |            |             |             |  |         |       |       |  |
|  | Corsarios        | 1                |           |            |             |             |  |         |       |       |  |
|  | Corsarios        | 1                |           |            |             |             |  | Titanes | 3     |       |  |
|  |                  |                  |           |            |             |             |  | Titanes | 3     |       |  |
|  |                  |                  | Caribbean | 0          |             |             |  |         |       |       |  |
|  | Cimarrones       | 2                | Caribbean | 0          |             |             |  |         |       |       |  |
|  | Cimarrones       | 2                |           |            |             |             |  |         |       |       |  |
|  | Búcaros          | 0                |           |            |             |             |  |         |       |       |  |
|  | Búcaros          | 0                |           | Cimarrones | 1           |             |  |         |       |       |  |
|  |                  |                  |           | Cimarrones | 1           |             |  |         |       |       |  |
|  |                  |                  | Caribbean | 3          |             |             |  |         |       |       |  |
|  | Caribbean        | 2                | Caribbean | 3          |             |             |  |         |       |       |  |
|  | Caribbean        | 2                |           |            |             |             |  |         |       |       |  |
|  | Team Cali        | 0                |           |            |             |             |  |         |       |       |  |
|  | Team Cali        | 0                |           |            |             |             |  |         |       |       |  |
|  |                  |                  |           |            |             |             |  |         |       |       |  |

### Cuartos de final
| Ronda 1   | Ronda 1   | Ronda 1         | Ronda 1                         | Ronda 1        | Ronda 1 | Ronda 1                                |
| Local     | Resultado | Visitante       | Coliseo                         | Fecha          | Hora    | Transmisión                            |
| --------- | --------- | --------------- | ------------------------------- | -------------- | ------- | -------------------------------------- |
| Cóndores  | 55 : 95   | Titanes         | Coliseo General Santander       | 1 de noviembre | 18:30   | Facebook DPB y YouTube DPB             |
| Corsarios | 84 : 79   | Piratas         | Coliseo Elías Chegwin           | 2 de noviembre | 18:30   | Facebook DPB y YouTube DPB             |
| Búcaros   | 57 : 95   | Cimarrones      | Coliseo Departamental del Chocó | 3 de noviembre | 17:30   | Sin transmisión                        |
| Team Cali | 78 : 86   | Caribbean Storm | Coliseo Evangelista Mora        | 3 de noviembre | 19:40   | Win Sports, Facebook DPB y YouTube DPB |

| Ronda 2         | Ronda 2   | Ronda 2   | Ronda 2                         | Ronda 2        | Ronda 2 | Ronda 2                                |
| Local           | Resultado | Visitante | Coliseo                         | Fecha          | Hora    | Transmisión                            |
| --------------- | --------- | --------- | ------------------------------- | -------------- | ------- | -------------------------------------- |
| Titanes         | 83 : 55   | Cóndores  | Coliseo Elías Chegwin           | 4 de noviembre | 17:30   | Facebook DPB y YouTube DPB             |
| Piratas         | 79 : 72   | Corsarios | Coliseo El Salitre              | 4 de noviembre | 19:40   | Win Sports, Facebook DPB y YouTube DPB |
| Cimarrones      | 72 : 66   | Búcaros   | Coliseo Departamental del Chocó | 5 de noviembre | 16:40   | Sin transmisión                        |
| Caribbean Storm | 72 : 67   | Team Cali | Coliseo Ginny Bay               | 5 de noviembre | 19:40   | Win Sports, Facebook DPB y YouTube DPB |

| Ronda 3 | Ronda 3   | Ronda 3   | Ronda 3            | Ronda 3        | Ronda 3 | Ronda 3                    |
| Local   | Resultado | Visitante | Coliseo            | Fecha          | Hora    | Transmisión                |
| ------- | --------- | --------- | ------------------ | -------------- | ------- | -------------------------- |
| Piratas | 89 : 75   | Corsarios | Coliseo El Salitre | 6 de noviembre | 16:00   | Facebook DPB y YouTube DPB |

### Semifinales
| Ronda 1         | Ronda 1   | Ronda 1    | Ronda 1            | Ronda 1        | Ronda 1 | Ronda 1                                |
| Local           | Resultado | Visitante  | Coliseo            | Fecha          | Hora    | Transmisión                            |
| --------------- | --------- | ---------- | ------------------ | -------------- | ------- | -------------------------------------- |
| Piratas         | 87 : 95   | Titanes    | Coliseo El Salitre | 7 de noviembre | 16:00   | Facebook DPB y YouTube DPB             |
| Caribbean Storm | 65 : 58   | Cimarrones | Coliseo Ginny Bay  | 7 de noviembre | 19:30   | Win Sports, Facebook DPB y YouTube DPB |

| Ronda 2         | Ronda 2   | Ronda 2    | Ronda 2            | Ronda 2        | Ronda 2 | Ronda 2                    |
| Local           | Resultado | Visitante  | Coliseo            | Fecha          | Hora    | Transmisión                |
| --------------- | --------- | ---------- | ------------------ | -------------- | ------- | -------------------------- |
| Piratas         | 77 : 66   | Titanes    | Coliseo El Salitre | 8 de noviembre | 19:00   | Facebook DPB y YouTube DPB |
| Caribbean Storm | 65 : 56   | Cimarrones | Coliseo Ginny Bay  | 8 de noviembre | 21:10   | Facebook DPB y YouTube DPB |

| Ronda 3    | Ronda 3   | Ronda 3         | Ronda 3                         | Ronda 3         | Ronda 3 | Ronda 3                                |
| Local      | Resultado | Visitante       | Coliseo                         | Fecha           | Hora    | Transmisión                            |
| ---------- | --------- | --------------- | ------------------------------- | --------------- | ------- | -------------------------------------- |
| Cimarrones | 64 : 63   | Caribbean Storm | Coliseo Departamental del Chocó | 17 de noviembre | 19:00   | Sin transmisión                        |
| Titanes    | 106 : 70  | Piratas         | Coliseo Elías Chegwin           | 17 de noviembre | 20:10   | Win Sports, Facebook DPB y YouTube DPB |

| Ronda 4    | Ronda 4   | Ronda 4         | Ronda 4                         | Ronda 4         | Ronda 4 | Ronda 4                                |
| Local      | Resultado | Visitante       | Coliseo                         | Fecha           | Hora    | Transmisión                            |
| ---------- | --------- | --------------- | ------------------------------- | --------------- | ------- | -------------------------------------- |
| Cimarrones | 72 : 78   | Caribbean Storm | Coliseo Departamental del Chocó | 18 de noviembre | 19:00   | Sin transmisión                        |
| Titanes    | 98 : 72   | Piratas         | Coliseo Elías Chegwin           | 18 de noviembre | 20:10   | Win Sports, Facebook DPB y YouTube DPB |

### Final
| Ronda 1         | Ronda 1   | Ronda 1   | Ronda 1           | Ronda 1         | Ronda 1 | Ronda 1                                |
| Local           | Resultado | Visitante | Coliseo           | Fecha           | Hora    | Transmisión                            |
| --------------- | --------- | --------- | ----------------- | --------------- | ------- | -------------------------------------- |
| Caribbean Storm | 76 : 85   | Titanes   | Coliseo Ginny Bay | 21 de noviembre | 20:10   | Win Sports, Facebook DPB y YouTube DPB |

| Ronda 2         | Ronda 2   | Ronda 2   | Ronda 2           | Ronda 2         | Ronda 2 | Ronda 2                                |
| Local           | Resultado | Visitante | Coliseo           | Fecha           | Hora    | Transmisión                            |
| --------------- | --------- | --------- | ----------------- | --------------- | ------- | -------------------------------------- |
| Caribbean Storm | 67 : 77   | Titanes   | Coliseo Ginny Bay | 22 de noviembre | 20:40   | Win Sports, Facebook DPB y YouTube DPB |

| Ronda 3 | Ronda 3   | Ronda 3         | Ronda 3               | Ronda 3         | Ronda 3 | Ronda 3                                |
| Local   | Resultado | Visitante       | Coliseo               | Fecha           | Hora    | Transmisión                            |
| ------- | --------- | --------------- | --------------------- | --------------- | ------- | -------------------------------------- |
| Titanes | 97 : 74   | Caribbean Storm | Coliseo Elías Chegwin | 24 de noviembre | 20:10   | Win Sports, Facebook DPB y YouTube DPB |

|                                            |
|                                            |
| Campeón Titanes de Barranquilla 7.º título |